# Сидоренко Оксана Юріївна
Оксана Юріївна Сидоренко (*1 січня 1987, Петропавловськ-Камчатський, РРФСР) — російська танцюристка, акторка, чемпіонка світу з бальних танців у латиноамериканській програмі (Blackpool Amateur RS Latin 2005) за версією «Фестивалю танцю в Блекпулі» (Велика Британія), дворазова переможниця у латиноамериканській програмі міжнародного турніру з танцювального спорту «Кубок губернатора Новосибірської області», абсолютна чемпіонка світу з модельного фітнесу за версією Всесвітньої федерації фітнесу та бодібілдингу (WFF, WBBF).

## Життєпис
У п'ять років Оксана Сидоренко почала займатися танцювальним спортом у гуртку художньої гімнастики. Пізніше Оксана з батьками переїхала в Салават, де пішла в перший клас і почала займатися бальними танцями.
З цього моменту Сидоренко почала свої перші виступи на конкурсах з бальних танців у містах поблизу: Стерлітамаку, Уфі, Челябінську, Іжевську.
На початку 2000 року Оксана знову змінила місце проживання, переїхавши з батьками в Уфу. У віковій категорії 14-15 років на чемпіонаті Башкирії за окремими програмами Оксана Сидоренко отримала титул абсолютної чемпіонки.
Наприкінці листопада 2002 року Оксана переїхала до Москви, де почала тренуватися в Російському танцювальному клубі.
7 травня 2005 році виграла у парі з Дмитром Матвєєвим міжнародний турнір з танцювального спорту «Кубок губернатора Новосибірської області». Тренером Оксани на той момент була Наталя Шадріна.
За всю танцювальну кар'єру Оксана Сидоренко займалася більш ніж з 50 викладачами хореографії, в числі яких був Донні Бернс.
27 травня 2005 року на міжнародному чемпіонаті з бальних танців ««Фестиваль танцю в Блекпулі»» (Англія) здобула перемогу у латиноамериканській програмі, в парі з Дмитром Матвєєвим.
У 2006 році Оксана Сидоренко отримала статус дворазової переможниці міжнародного турніру «Кубок губернатора Новосибірської області» в латиноамериканській програмі, здобувши перемогу вдруге в парі з Дмитром Матвєєвим. А також в парі з Матвєєвим стала фіналісткою міжнародного турніру «Кубок Російського Клубу — 2006».
У 2008 році на гірськолижному курорті Оксана отримала травму ноги і була змушена залишити професійні заняття танцями.
У 2009 році Сидоренко закінчила балетмейстерський факультет ГІТІСу, а в 2012 році отримала другу освіту, закінчивши акторський факультет ГІТІСу.
У 2010 році брала участь у проєкті «Танці з зірками» (у п'ятому сезоні програми) на телеканалі «Росія» в парі з Олександром Невським.
У жовтні 2010 року Оксана Сидоренко отримала титул абсолютної чемпіонки світу з модельного фітнесу на чемпіонаті World Amateur Championship (WFF) в Брусно Купелі (Словаччина). При підготовці до чемпіонату Оксана виступила в ролі хореографа довільної програми Олександра Невського, з якою він у цьому ж році виступив на чемпіонаті з бодібілбінгу World Amateur Championship (WBBF)
Починаючи з 2011 року, Оксана почала зніматися в кіно. У числі дебютних робіт Оксани були ролі в серіалах «Інтерни» і «Слід».
У 2011 році випустила книгу «Зіркові танці з Оксаною Сидоренко та Олександром Невським», яка позицінується як самовчитель з бальних танців.

### Особисте життя
Неодружена.

## Фільмографія
| Рік  |   | Назва                            | Роль                         |    |
| ---- | - | -------------------------------- | ---------------------------- | -- |
| 2014 | с | Французька кулінарія             | Юля                          | ру |
| 2012 | с | Слід (Бифштекс из любимого мужа) | Смирнова Ирина Олеговна      | ру |
| 2012 | с | Слід (Гра в кості)               | Вихляєва                     | ру |
| 2012 | с | Ти не один (Війна сусідів)       | Ірочка                       | ру |
| 2014 | ф | Чорна троянда (англ. Black Rose) | Сандра                       | ру |
| 2014 | с | Фізрук                           | Стриптизерка-психолог Поліна | ру |
| 2015 | с | Лондонград (4-та серія)          | Даша, подруга Аліси          | ру |

## Цікаві факти
21 травня 2011 року в Твері був проведений міжнародний день здоров'я з Олександром Невським, в рамках якого пройшли змагання з бальних танців на спеціально створений «Кубок чемпіонки світу Оксани Сидоренко з бальних танців».